# Africains
Cet article concerne la population africaine ou d'origine africaine. Pour les autres significations, voir Afrique (homonymie).
Les Africains sont au sens géographique les habitants du continent africain. Ce terme est aussi utilisé dans un sens ethnique pour désigner les individus ou populations d'ascendance exclusivement ou majoritairement africaine. L'Afrique représente 1 225 080 510 habitants en 2016.

## Ethnonymie
L'ethnonyme Africains est issu du latin africanus, il est mentionné sous la graphie Affrican vers 1100 et signifie alors « celui qui est d'Afrique ». Selon le dictionnaire de Trévoux de 1771, le terme Africain signifie « Qui est d'Afrique, qui appartient à cette partie du monde ».

## Groupes ethniques
En 2005, on dénombre près de 2 000 groupes ethniques sur le continent africain et à Madagascar.

## Histoire
Diodore de Sicile parle de quatre peuples Africains qui occupaient la terre ferme, celle-ci étant située derrière Cyrène et les Syrtes. Entre ces peuples, ceux qui avaient des terres propres à porter des fruits exerçaient l'agriculture ; d'autres étaient bergers et se nourrissaient de leurs troupeaux. Les uns et les autres avaient des rois ; ils n'étaient pas tout à fait sauvages et ils connaissaient l'humanité.
À l'occasion du septième Congrès panafricain, en 1994, le président ougandais, Yoweri Museveni, ouvre le congrès en donnant une définition extensive de la notion d'« Africain », qui inclut la diaspora et les Blancs installés durablement sur le continent : « Les Africains Noirs du sud du Sahara, les Africains qui vivent en Afrique du Nord et ont immigré depuis d'autres continents et qui ont fait de l'Afrique leur foyer, les Africains dispersés aux Amériques, en Asie, en Europe et dans le Pacifique, les colons blancs qui ont décidé de s'installer définitivement et ont fait de l'Afrique leur foyer et ceux qui adhèrent idéologiquement à la lutte pour la dignité du peuple africain partout dans le monde,. ».

## Diaspora
La diaspora africaine, est une population qui résulte d'une part de la déportation de personnes d'Afrique subsaharienne à l'époque des traites négrières et de leurs descendants à travers le monde, et du phénomène d'émigration d'autre part.

### Citations originales
1. ↑  (en) « (a) black Africans south of the Sahara (b) Africans who live in North Africa who had migrated from other continents and have made their home in Africa (c) Dispersed Africans in the Americas, Asia, Europe and the Pacific (d) white settlers in Africa who have decided to settle permanently and make their home in Africa and (e)those who are ideologically attuned to the struggle for dignity by African people everywhere »